# 莱日
莱日（法語：Lesges，法語發音：[lɛʒ]）是法国上法蘭西大區埃纳省的一个市镇，属于苏瓦松区。

## 地理
莱日（49°18'24"N, 3°30'26"E）面积6.65 平方千米，位于法国上法蘭西大區埃纳省，该省份为法国北部内陆省份，北起北部省，西接索姆省和瓦兹省，东临阿登省和马恩省，西南至塞纳-马恩省，东北部与比利时接壤。
与莱日接壤的市镇（或旧市镇、城区）包括：塞尔瑟伊、库夫雷勒、屈里乌斯、茹艾涅、马斯特和维奥莱讷。

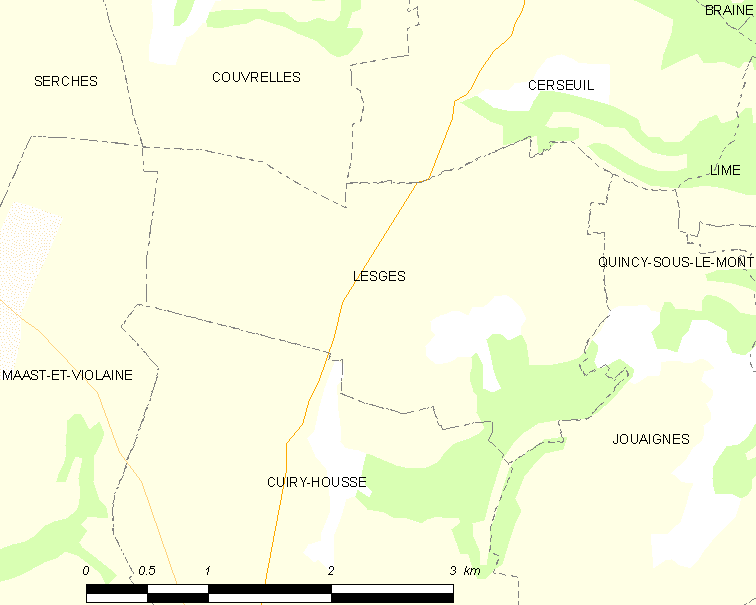
莱日的OSM定位图

莱日的时区为UTC+01:00、UTC+02:00（夏令时）。

## 行政
莱日的邮政编码为02220，INSEE市镇编码为02421。

## 政治
莱日所属的省级选区为塔德努瓦地区费尔县。

## 人口

1962-2008年间莱日人口变化图示

莱日于2022年1月1日时的人口数量为84人。